# Gruppo di NGC 585
Il Gruppo di NGC 585 comprende almeno 23 galassie situate nella costellazione della Balena.

## Descrizione
La distanza media tra il centro di massa di questo gruppo e la nostra Via Lattea è di 74,1 megaparsec. Questo valore medio farebbe escludere le galassie MGC 0-4-140 e CGCG 385-151, situate rispettivamente a 180 e 32 milioni di anni dalla Via lattea, cioè molto più vicine a noi degli altri membri del gruppo, anche se esse sono state incluse nell'articolo di Garcia.
Sei galassie di questo gruppo sono incluse anche nel Gruppo di NGC 545 descritto da Mahtessian nel 1998. Si tratta di NGC 541, NGC 545, NGC 547, NGC 585, UGC 892 e UGC 1062. 
Sembra opportuno includere tutte le galassie in un unico gruppo, tenendo conto che la distanza media del gruppo di NGC 545 è di 75,2 megaparsec e entrambi i gruppi si trovano nella stessa regione di cielo.
Aggiungendo NGC 540, NGC 560, NGC 564, NGC 570 e NGC 577 appartenenti al gruppo di NGC 545, si otterrebbe un gruppo di almeno 27 galassie che potrebbe essere indicato con il nome di Gruppo di NGC 541, se si considera la galassia più luminosa, o Gruppo di NGC 545 se ci si riferisce a quella di dimensioni maggiori. Da aggiungere che il Gruppo di NGC 545 fa parte anche del più vasto ammasso di galassie denominato Abell 194.

## Membri
Le 23 galassie considerate membri del gruppo nell'articolo di Garcia del 1993 sono le seguenti:
| Nome            | Tipo          | Classificazione | RA (J2000.0)  | DEC (J2000.0) | Velocità radiale (km/s) | Magnitudine apparente | Distanza (Mpc) | Dimensioni (kal) |
| --------------- | ------------- | --------------- | ------------- | ------------- | ----------------------- | --------------------- | -------------- | ---------------- |
| UGC 892(1)      | SB(r)ab       | Spirale barrata | 01h 21m 16.6s | -00° 32′ 40″  | 5228 ± 5                | 13,9                  | 72,5 ± 5,1     | 149              |
| NGC 543         | S0^-?         | Lenticolare     | 01h 25m 50.0s | -01° 17′ 34″  | 5296 ± 17               | 13,1                  | 73,6 ± 5,2     | 41               |
| MGC 0-4-140(2)  | S?            | Spirale?        | 01h 25m 51.5s | -01° 19′ 05″  | 4070 ± 14               | 12,98                 | 55,5 ± 3,9     | 26               |
| NGC 545         | SA0^-         | Lenticolare     | 01h 25m 59.1s | -01° 20′ 25″  | 5338 ± 17               | 12,2                  | 74,2 ± 5,2     | 221              |
| NGC 585         | Sa?           | Spirale         | 01h 31m 42.1s | -00° 56′ 00″  | 5431 ± 19               | 13,1                  | 75,4 ± 5,3     | 177              |
| MGC 0-4-116     | S?            | Spirale?        | 01h 24m 19.5s | -01° 44′ 47″  | 5317 ± 28               | 12,98                 | 73,9 ± 5,2     | 46               |
| NGC 519         | E+?           | Ellittica       | 01h 24m 28.6s | -01° 38′ 29″  | 5414 ± 32               | 14,3                  | 75,3 ± 5,3     | 37               |
| MGC 0-4-120     | S0?           | Lenticolare     | 01h 24m 51.0s | -01° 41′ 29″  | 5332 ± 45               | 12,98                 | 74,1 ± 5,2     | 27               |
| UGC 984         | S0            | Lenticolare     | 01h 25m 17.8s | -01° 31′ 03″  | 4854 ± 28               | 14,35                 | 73,1 ± 5,1     | 76               |
| NGC 538         | SB(s)ab?      | Spirale barrata | 01h 25m 26.0s | -01° 33′ 02″  | 5470 ± 28               | 13,7                  | 76,2 ± 5,4     | 88               |
| NGC 541         | S0^-?         | Lenticolare     | 01h 25m 44.3s | -01° 22′ 46″  | 5422 ± 6                | 12,1                  | 75,5 ± 5,3     | 161              |
| PGC 5306        | S0            | Lenticolare     | 01h 25m 48.0s | -01° 29′ 32″  | 5104 ± 35               | 16,57                 | 70,8 ± 5,0     | 76               |
| UGC 1003        | S0            | Lenticolare     | 01h 25m 44.2s | -01° 27′ 24″  | 5237 ± 17               | 14,64                 | 72,7 ± 5,1     | 59               |
| MCG 0-4-139     | E3?           | Ellittica       | 01h 25m 47.7s | -01° 20′ 41″  | 5533 ± 21               | 15,2 ± 0,4            | 72,7 ± 5,4     | 24               |
| NGC 547         | E1            | Ellittica       | 01h 26m 00.6s | -01° 20′ 43″  | 5468 ± 6                | 12,2                  | 76,1 ± 5,3     | 93               |
| NGC 548         | E+:           | Ellittica       | 01h 26m 02.5s | -01° 13′ 32″  | 5404 ± 6                | 13,7                  | 75,2 ± 5,3     | 95               |
| MCG 0-4-147     | Sb?           | Spirale         | 01h 26m 43.5s | -01° 18′ 22″  | 5017 ± 45               | 13,62                 | 69,5 ± 4,9     | 35               |
| UGC 1043        | E?            | Ellittica       | 01h 27m 43.0s | -01° 08′ 23″  | 5243 ± 18               | 13,622 ± 0,004        | 72,5 ± 5,1     | 71               |
| CGCG 385-151(2) | S0^-          | Lenticolare     | 01h 28m 02.1s | -00° 44′ 18″  | 5702 ± 19               | 13,621 ± 0,004        | 9,74 ± 0,75    | 58               |
| NGC 570         | (R')SB(rs)a?  | Spirale barrata | 01h 28m 58.6s | -00° 56′ 56″  | 5504 ± 23               | 12,8                  | 77,0 ± 5,4     | 142              |
| UGC 1062        | (R')SB0^0?(s) | Lenticolare     | 01h 28m 59.5s | -00° 33′ 43″  | 5472 ± 23               | 13.7                  | 76,4 ± 5,6     |                  |
| UGC 1072        | S0            | Lenticolare     | 01h 29m 44.0s | -01° 14′ 29″  | 5168 ± 25               | 14.3                  | 76,1 ± 5,3     | 76               |
| MGC 0-4-167     | SB0?          | Lenticolare     | 01h 31m 12.2s | -01° 29′ 18″  | 5366 ± 45               | 13,06 ± 0,13          | 74,7 ± 5,3     | 28,2             |

- (1) La galassia UGC 892 figura anche nell'Atlas of Peculiar Galaxies di Halton Arp con la designazione Arp 67.[7]
- (2) Galassie escluse dal calcolo della distanza media, in quanto molto più vicine delle altre alla Via Lattea.

Il sito DeepskyLog permette di trovare agevolmente le costellazioni in cui si trovano le galassie; in alternativa si possono utilizzare le coordinate delle galassie per individuarle. Se non altrimenti indicato, le coordinate sono quelle fornite dal sito NASA/IPAC (National Aeronautics and Space Administration / Infrared Processing and Analysis Center).